# SV Spittal an der Drau
Sportverein Spittal an der Drau w skrócie SV Spittal an der Drau – austriacki klub piłkarski, grający w czwartej lidze austriackiej, mający siedzibę w mieście Spittal an der Drau.

## Historia
Klub został założony w 1921 roku. W sezonie 1983/1984 klub wyygrał rozgrywki drugiej ligi i awansował do pierwszej ligi. W sezonie 1984/1985 zajął w niej 13. miejsce i powrócił do drugiej ligi. W sezonie 1989/1990 klub awansował do półfinału Pucharu Austrii, jednak odpadł z niego po porażce 1:3 z Rapidem Wiedeń.

## Sukcesy
- Erste Liga:

mistrzostwo (1): 1983/1984
- Kärntner Liga:

mistrzostwo (3): 1979/1980, 1980/1981, 1981/1982
- Puchar Austrii:

półfinał (1): 1989/1990

## Historia występów w pierwszej lidze
| Sezon     | Pozycja      | M  | Pkt. | Z | R | P  | GZ | GS |
| --------- | ------------ | -- | ---- | - | - | -- | -- | -- |
| 1984/1985 | 13. (spadek) | 30 | 24   | 9 | 6 | 15 | 28 | 55 |

## Stadion
Domowe mecze klub rozgrywa na stadionie o nazwie Goldeckstadion, położonym w mieście Spittal an der Drau. Stadion może pomieścić 6000 widzów.

## Reprezentanci kraju grający w klubie
Stan na luty 2020
| - Matthias Dollinger - Herwig Kircher - Wolfgang Knaller - Frank Schinkels - Markus Weissenberger - Thomas Weissenberger | - Kurt Welzl - Sergej Jakirović - Jasmin Džeko - Branko Oblak - Matjaž Kek - Senad Tiganj |